# 視覚言語
視覚言語（しかくげんご）とは、視覚を利用する言語。
視覚は3次元的に認識されるため、空間的位置を、人間のコミュニケーションや相互作用を統べる規則として使う。また、視覚で認識した順序も同時に規則として使う。
視覚言語には、文字、動作・表情語、点字、結縄文字、手信号、手旗信号、合図などがある。
文字は2次元的に認識される。しかし、点字は3次元の認識をされる。
音声言語は聴覚言語であるが、音声表出とリンクされる動作、表情の視覚情報と統合されて認識される。
つまり、単独の情報キャリア（搬送体）として1度に与える情報が音声言語と比べて多い。しかし、音声言語は音声付属情報を伴い、文字言語よりも多くの情報を送ることができる。
五感を送信・発信の器官とすれば、このほかに振動、発光、味・臭気（性フェロモン）などによる情報伝達が可能であり、分子レベルでは電子移動、イオンなどの情報キャリアが存在する。